# Ревонна
Ревонна́ (фр. Revonnas) — коммуна во Франции, находится в регионе Рона — Альпы. Департамент коммуны — Эн. Входит в состав кантона Сейзерья. Округ коммуны — Бург-ан-Бресс.
Код коммуны — 01321.

## Население
Население коммуны на 2010 год составляло 788 человек.
| 1962 | 1968 | 1975 | 1982 | 1990 | 1999 | 2010 |
| ---- | ---- | ---- | ---- | ---- | ---- | ---- |
| 257  | 284  | 335  | 390  | 438  | 492  | 788  |